# Rio Cavaco
O rio Cavaco é um curso de água de Angola que nasce no Subplanalto Bocoio-Cubal, no município de Cubal, na província de Benguela, e tem sua foz na Baía das Vacas, na cidade de Benguela. Faz parte da chamada Vertente Atlântica.
Em sua nascente tem o nome de rio Caimbambo, correndo para receber as águas do rio Chinhugo, e depois do Catengue, até juntar suas águas com a do rio Hombe, quando torna-se rio Cavaco. A bacia do Cavaco é o acidente geográfico que separa o Planalto do Amboim da Serra de Caimbambo.
O rio sofre historicamente com inundações sempre que a montante ocorre precipitação significativa. Porém, este apresenta um regime intermitente, geralmente com caudal superficial apenas nos meses de março e abril. Após a época das chuvas o lençol freático desce a um nível inferior ao do leito, terminando o escoamento superficial. Seu leito seco arável e seu cinturão circundante são propícios a práticas agrícolas garantidos pelo bombeamento de águas do lençol freático.
Corre unicamente na província benguelina, sendo o grande referencial do estabelecimento da cidade de Benguela, muito embora tenha perdido sua força.
O Chiloglanis sardinhai (ou "peixe-gato-sardinha") é uma espécie endêmica, encontrada apenas nos rios Longa e Cavaco.